# Saint-Nazaire-d’Aude
Saint-Nazaire-d’Aude (okzitanisch Sant Nazari d'Aude) ist ein Ort und eine französische Gemeinde mit 2.104 Einwohnern (Stand 1. Januar 2022) im Département Aude in der Region Okzitanien.

## Lage
Der Ort Saint-Nazaire-d’Aude liegt 1,5 Kilometer nördlich des Flusses Aude und rund 14 Kilometer nordwestlich von Narbonne auf einer Höhe von etwa 22 m ü. d. M. in der geschichtsträchtigen Kulturlandschaft des Minervois.

## Bevölkerungsentwicklung
| Jahr      | 1800 | 1851 | 1901 | 1954 | 1999 | 2018 |
| Einwohner | 539  | 802  | 967  | 778  | 1113 | 2062 |

Der Bevölkerungsrückgang in der ersten Hälfte des 20. Jahrhunderts ist im Wesentlichen auf die Reblauskrise im Weinbau und die Mechanisierung der Landwirtschaft zurückzuführen. Die Nähe zur Großstadt Narbonne hat danach wieder zu einem deutlichen Anstieg der Einwohnerzahlen geführt.

## Wirtschaft
Ein Großteil der landwirtschaftlichen Flächen ist seit Jahrhunderten dem Weinbau vorbehalten; produziert werden hauptsächlich Rotweine, die über die Appellationen Pays de l’Aude, Languedoc, Minervois, Le Pays Cathare und Pays d’Oc vermarktet werden. Einige Häuser sind zu Ferienwohnungen (gîtes) umgewandelt worden.

## Geschichte

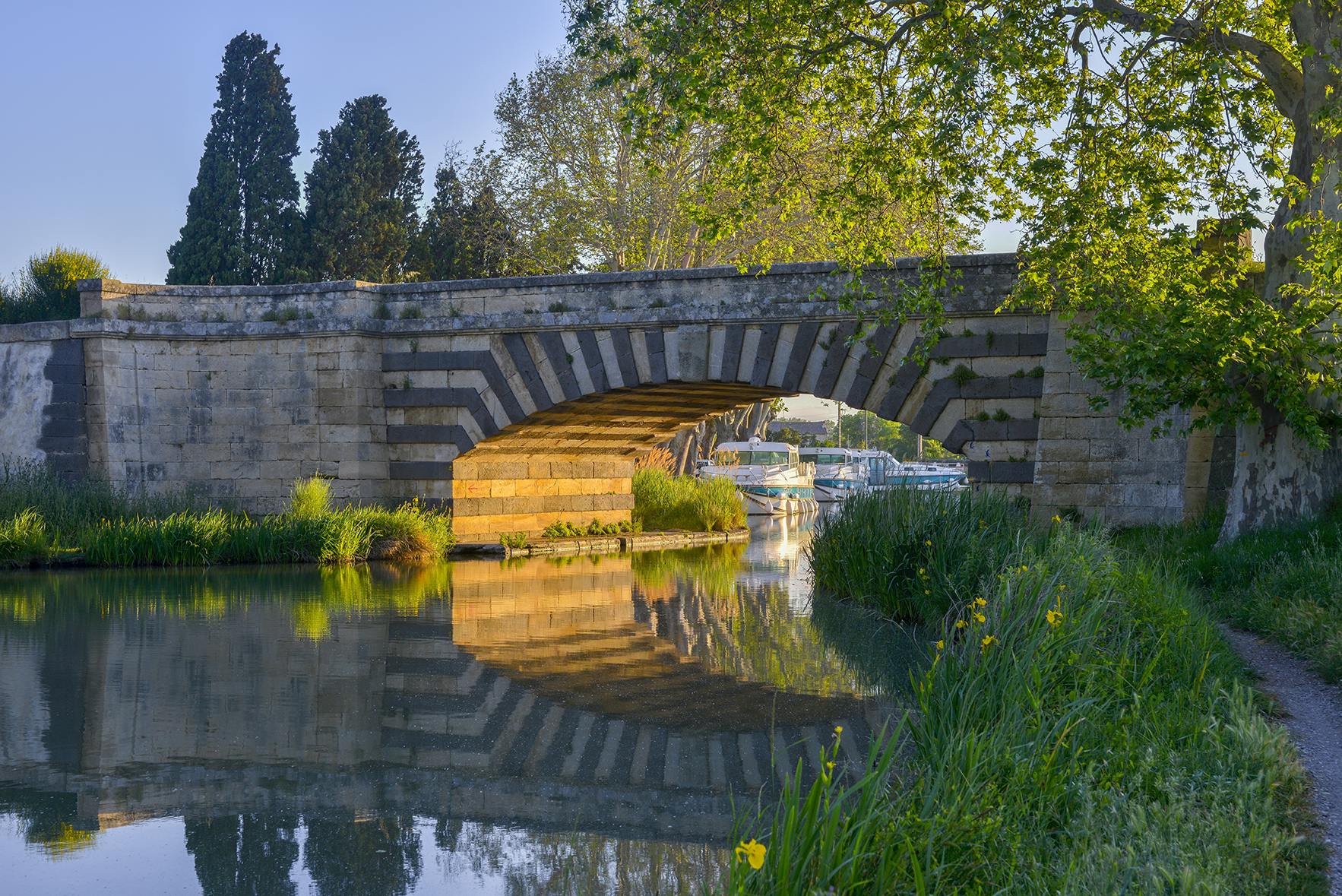
Pont Neuf

Der Ort existiert bereits seit dem Mittelalter. Einen wirtschaftlichen Aufschwung nahm er im 18. Jahrhundert durch den Bau des circa einen Kilometer nördlich vorbeiführenden Canal du Midi.

## Sehenswürdigkeiten
- Im Rathaus (mairie) gibt es eine schöne Decke aus der zweiten Hälfte des 16. Jahrhunderts.
- Im Palais der Äbte von Fonfroide ist ein Kamin (cheminée) aus derselben Zeit erhalten.

Umgebung
- Der Canal du Midi durchquert einen kleinen Abschnitt im Norden der Gemeinde; ein wenig außerhalb befindet sich der Weiler Le Somail, der im Zusammenhang mit dem Bau des Kanals entstand und heute ein relativ einheitliches Ensemble der Architektur des ausgehenden 17. und beginnenden 18. Jahrhunderts mit Brücke, Kapelle und Herberge bildet. Der gesamte Baukomplex ist seit 1996 als Monument historique anerkannt.[2]
- Auch der im Jahr 1771 erbaute und nicht mehr gewölbte Pont Neuf (Koordinaten: NS=43/15/46/N, OW=2/54/15/O) steht seit dem Jahr 1997 unter Denkmalschutz.[3]